# Кендже-Кулакский сельсовет
Кендже-Кулакский сельсовет — упразднённое сельское поселение в Туркменском районе Ставропольского края России.
Административный центр — село Кендже-Кулак.

## История
Статус и границы сельского поселения установлены Законом Ставропольского края от 4 октября 2004 г. № 88-КЗ «О наделении муниципальных образований Ставропольского края статусом городского, сельского поселения, городского округа, муниципального района».
С 16 марта 2020 года, в соответствии с Законом Ставропольского края от 31 января 2020 г. № 15-кз, все муниципальные образования Туркменского муниципального района были преобразованы путём их объединения в единое муниципальное образование Туркменский муниципальный округ.

## Население
| 1989  | 2002  | 2010  | 2011  | 2012  | 2013  | 2014  |
| ----- | ----- | ----- | ----- | ----- | ----- | ----- |
| 1988  | ↗2007 | ↘1957 | ↘1954 | ↘1947 | ↘1909 | ↘1862 |
| 2015  | 2016  | 2017  | 2018  | 2019  | 2020  |       |
| ↘1841 | ↗1848 | ↘1835 | ↗1847 | ↘1834 | ↘1832 |       |

## Состав сельского поселения
| № | Населённый пункт | Тип населённого пункта       | Население |
| - | ---------------- | ---------------------------- | --------- |
| 1 | Кендже-Кулак     | село, административный центр | ↗1100     |
| 2 | Сабан-Антуста    | аул                          | ↗900      |